# Mekargalih (Ciranjang)
Mekargalih is een bestuurslaag in het regentschap Cianjur van de provincie West-Java, Indonesië. Mekargalih telt 6378 inwoners (volkstelling 2010).